# Spondias radlkoferi
Spondias radlkoferi là một loài thực vật có hoa trong họ Đào lộn hột. Loài này được Donn.Sm. miêu tả khoa học đầu tiên năm 1891.